# Bernhard Glass
Bernhard Glass (* 6. November 1957 in Stapelburg)  ist ein ehemaliger deutscher Rennrodler, der für die DDR an den Start ging.
Im Alter von 20 Jahren startete Glass erstmals bei Rennrodel-Weltmeisterschaften, bei der er 1977 den fünften Platz belegte. Seine erste internationale Medaille gewann er, als er bei der Europameisterschaft 1979 Dritter wurde und sich so Bronze sicherte. Zwei Jahre darauf erreichte der für den ASK Vorwärts Oberhof startende Athlet seinen größten Erfolg, als er die Goldmedaille bei den Olympischen Spielen 1980 in Lake Placid gewann. Zunächst war sein dortiger Start sogar unsicher, da er sich nach einem Trainingssturz die Finger gequetscht hatte. Nur einen Tag vor den ersten der vier Läufen setzte er sich gegen seinen Mannschaftskollegen Michael Walter durch und durfte am Wettkampf teilnehmen. Obwohl er dort nicht Favorit war und auch nicht die besten Läufe zeigte, war er der Konstanteste, die anderen damaligen Weltklassefahrer wie seine Landsleute Hans Rinn und Dettlef Günther verloren durch jeweils einen schlechten Lauf unter vieren die Chancen auf den Titel. Im letzten Lauf startete er vor den meisten seiner Konkurrenten, welche alle keine bessere Zeit als er erreichten, sodass der Stapelburger den Olympiasiegertitel errang. 
Nach den Olympischen Spielen wiederholte Glass seinen Erfolg nicht; bei den Weltmeisterschaften 1981 platzierte er sich wieder nur als Fünfter. Noch einmal zwei Jahre später fiel er beim Sieg des Kanadiers Miroslav Zajonc sogar auf den siebten Rang zurück. Wegen der großen Leistungsdichte im DDR-Team war unklar, ob er überhaupt zu den Olympischen Spielen 1984 in Sarajevo nominiert würde, um seinen Titel zu verteidigen. Für dieses Ziel hätte er bei der Europameisterschaft 1984 eine Medaille gewinnen müssen; er klassierte sich als Vierter, sodass er nicht zu seinen zweiten Olympischen Spielen reisen durfte. Stattdessen beendete der Deutsche noch im gleichen Jahr seine Karriere, nachdem er schon seit mehreren Jahren Schulterprobleme hatte. Außerdem wähnte sich der 104 Kilogramm schwere Rennrodler chancenlos gegenüber den aerodynamischeren Athleten, die auf den neuen Bahnen besser zurechtkämen. 
Für seinen Olympiasieg 1980 wurde er mit dem Vaterländischen Verdienstorden in Silber ausgezeichnet.
Nach seiner aktiven Laufbahn wurde Glass ab 1995 Trainer im Stützpunkt Oberhof und betreute unter anderem die Rodelolympiasiegerin Silke Kraushaar. Seit der Saison 2010/2011 gehört er zum Trainerteam der Rodler Kanadas. Er lebt gemeinsam mit seiner Frau in Oberhof und hat zwei erwachsene Kinder.